# مرسل
مرسل (به فرانسوی: Meursault) یک کمون در فرانسه با جمعیت ۱٬۵۶۶ نفر است که در Canton of Beaune-Nord واقع شده‌است.